# Lumberport
Lumberport és una població dels Estats Units a l'estat de Virgínia de l'Oest. Segons el cens del 2000 tenia 937 habitants.

## Demografia
Segons el cens del 2000, Lumberport tenia 937 habitants, 353 habitatges, i 273 famílies. La densitat de població era de 709,4 habitants per km².
Dels 353 habitatges en un 33,7% hi vivien nens de menys de 18 anys, en un 58,1% hi vivien parelles casades, en un 14,4% dones solteres, i en un 22,4% no eren unitats familiars. En el 21,8% dels habitatges hi vivien persones soles el 9,9% de les quals corresponia a persones de 65 anys o més que vivien soles. El nombre mitjà de persones vivint en cada habitatge era de 2,63 i el nombre mitjà de persones que vivien en cada família era de 3,03.
Per edats la població es repartia de la següent manera: un 26,6% tenia menys de 18 anys, un 6,1% entre 18 i 24, un 29,9% entre 25 i 44, un 22,4% de 45 a 60 i un 15% 65 anys o més.
L'edat mediana era de 37 anys. Per cada 100 dones de 18 o més anys hi havia 85,4 homes.
La renda mediana per habitatge era de 33.750 $ i la renda mediana per família de 38.462 $. Els homes tenien una renda mediana de 27.500 $ mentre que les dones 21.719 $. La renda per capita de la població era de 13.904 $. Entorn del 8,7% de les famílies i el 12,8% de la població estaven per davall del llindar de pobresa.

## Poblacions més properes
El següent diagrama mostra les poblacions més properes.